# Provincia di Nong Khai
La provincia di Nong Khai [(TH)  changwat Nong Khai, จังหวัดหนองคาย] si trova in Thailandia e fa del gruppo regionale della Thailandia del Nordest. Il 21 marzo del 2011, la provincia è stata smembrata con un decreto reale. Fino a tale data comprendeva 17 distretti, 8 dei quali le sono stati sottratti e formano ora la provincia di Bueng Kan.
Attualmente il territorio misura 3.027,28 km² e la popolazione totale dei 9 distretti che le sono rimasti, secondo le stime del 2010, è di 509.395 abitanti. Il capoluogo è il distretto di Mueang Nong Khai. La città principale è Nong Khai.
La provincia confina ad ovest con quella di Loei, a sud con quella di Udon Thani, ad est con quelle di Bueng Kan e Sakon Nakhon, mentre a nord è delimitata dal fiume Mekong, oltre il quale si estende lo stato del Laos.

## Geografia antropica

### Suddivisioni amministrative
L'attuale provincia è suddivisa in 9 distretti (amphoe), che sono formati da un totale di 62 sotto-distretti (tambon) e 705 villaggi (muban).
| Mappa dei distretti provinciali | 1. Mueang Nong Khai 2. Tha Bo 3. Phon Phisai 4. Si Chiang Mai 5. Sangkhom 6. Sakhrai 7. Fao Rai 8. Rattanawapi 9. Pho Tak |